# Ричард III (пьеса)
«Ри́чард III» — историческая пьеса Уильяма Шекспира, написанная приблизительно между 1592-1594 годами, изображающая приход к власти и последующее краткое правление короля Англии Ричарда III. Пьеса входит в раздел хроник в Первом фолио, и обычно так и классифицируется. Иногда, однако, как в издании Кварто, она классифицируется как трагедия. Ричард III завершает первую шекспировскую тетралогию (которая также включает три части «Генриха VI»).
Не считая «Гамлета», это самая длинная пьеса в каноне и самая длинная в Первом фолио, где версия «Гамлета» короче чем в Кварто. Пьесу очень редко ставят без сокращений, определённые вторичные персонажи целиком удаляются, чаще всего это королева Маргарита Анжуйская (участие умершей в 1482 г. Маргариты в событиях «Ричарда III» — сознательный шекспировский анахронизм). В таких случаях придумываются дополнительные сюжетные линии, чтобы восстановить естественность поведения персонажей. Ещё одной причиной для сокращений является то, что Шекспир считал, что аудитория уже знакома с трилогией о Генрихе VI, и часто делал скрытые ссылки на события из этих пьес, например, на убийство Ричардом Генриха VI или поражение королевы Маргариты.
Центральная роль этой «монодрамы» — роль короля Ричарда III. Шекспир вывел его злодеем, лишённым чувства совести, идущим к власти от одного убийства к другому; вместе с тем это психологически сложно разработанный характер талантливого человека. С исторической точки зрения такой образ короля сильно преувеличен и зависит от предшествующей традиции пропаганды времён Тюдоров, так как первый король из династии Тюдоров, Генрих VII, победил Ричарда III на поле сражения и сел на трон вместо него.

## Дата и текст
«Ричард III» считается одной из самых ранних пьес Шекспира, которым предшествовали только три части «Генриха VI» и, возможно, несколько комедий. Общепринятым считается, что она была написана приблизительно в 1591 году. Хотя «Ричард III» был внесён в реестр Палаты книготорговцев 20 октября 1597 года книготорговцем Эндрю Вайзом, который опубликовал Первое кварто (Q1) позже в этом же году (напечатанный Валентином Симмзом), на написание «Эдуарда II» К. Марлоу, который не мог быть написан намного позже 1592 года (Марлоу умер в 1593), как принято считать, большое влияние оказала шекспировская пьеса.
Второе кварто (Q2), последовавшее чуть позже в 1597, напечатано Томасом Кридом для Эндрю Вайза, содержало упоминание о Шекспире на своей заглавной странице и могло быть реконструкцией по памяти. Q3 появилось в 1602, Q4 в 1605, Q5 в 1612, а Q6 в 1622 — частота, характеризующая популярность. Версия Первого фолио появилась в 1623 году.
До издания Первого фолио (1623) пьеса была переиздана пять раз, что указывает на её достаточную популярность. В 1700 году Колли Сиббер осуществил постановку своего варианта пьесы, где исполнил и главную роль. В эту значительно сокращенную версию входил материал других исторических вещей Шекспира, добавлены фрагменты текста самого Сиббера, а королева Маргарита и некоторые другие персонажи были убраны. Вариант Сиббера был чрезвычайно популярен и исполнялся на протяжении двух веков.

## Персонажи
Йорки
- Король Эдуард IV

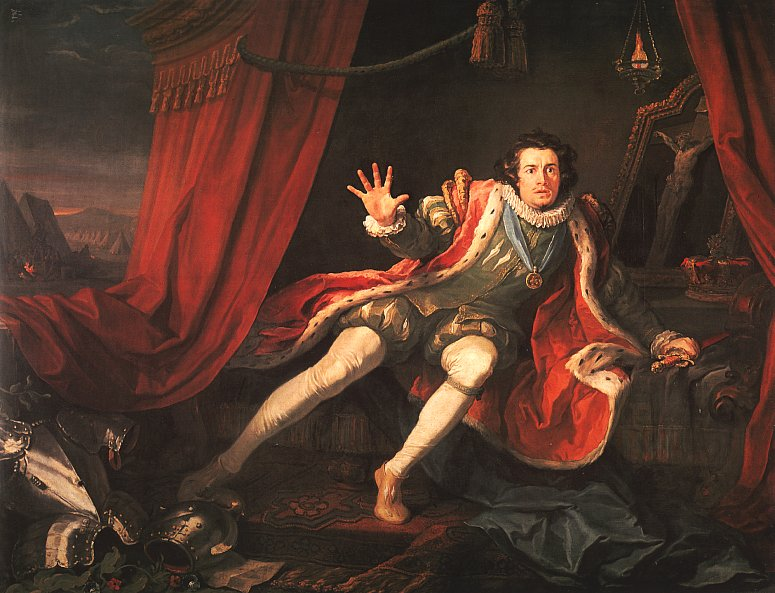
У. Хограт. Дэвид Гаррик в роли Ричарда III.1745

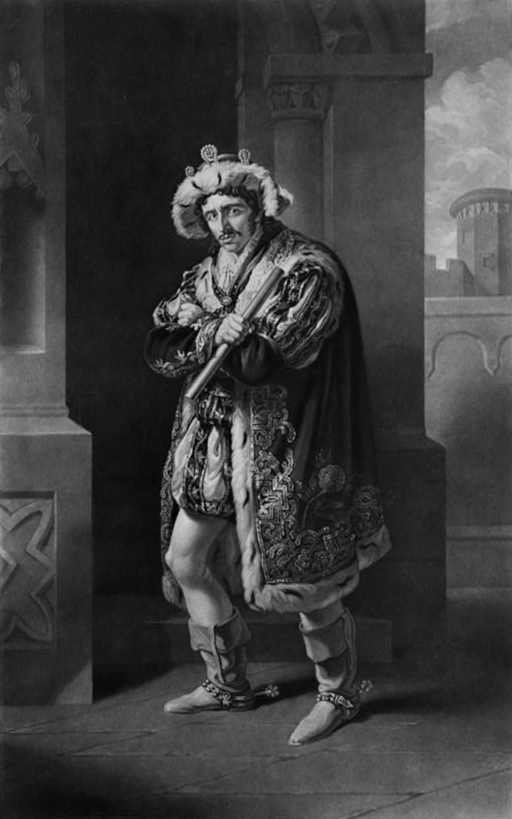
Эдмунд Кин в роли Ричарда III. 1814.

- Ричард, герцог Глостер — брат короля, потом король Ричард III.
- Георг, герцог Кларенс — брат короля.
- Герцогиня Йоркская — мать короля Эдуарда IV.
- Эдуард, принц Уэльский — старший сын короля.
- Ричард, герцог Йоркский — младший сын короля.
- Малолетний сын и малолетняя дочь герцога Кларенса.

Ланкастеры
- Королева Маргарита — вдова короля Генриха VI.
- Призрак короля Генриха VI
- Призрак Эдуарда Вестминстерского, сына короля Генриха.
- Леди Анна — вдова Эдуарда Вестминстерского, позже жена Ричарда III.
- Трессел и Беркли — дворяне из свиты леди Анны.

Вудвиллы
- Королева Елизавета — жена короля Эдуарда IV.
- Граф Риверс — брат Елизаветы.
- Маркиз Дорсет — старший сын Елизаветы от первого брака.
- Лорд Ричард Грей — младший сын Елизаветы от первого брака.
- Сэр Томас Воган — союзник Риверсов и Греев.

Сторонники Ричарда III
- Герцог Бекингем
- Уильям Кейтсби
- Герцог Норфолк
- Граф Суррей[к 1] — сын герцога Норфолка.
- Сэр Ричард Рэтклифф
- Сэр Джеймс Тиррел
- Лорд Ловел[к 2]
- Двое убийц
- Паж Ричарда

Сторонники графа Ричмонда
- Генри Тюдор, граф Ричмонд — племянник короля Генриха VI, позже король Генрих VII.
- Лорд Томас, граф Дерби — отчим графа Ричмонда.
- Граф Оксфорд[к 3]
- Сэр Уолтер Херберт[к 4]
- Сэр Джеймс Блант[англ.][к 5]
- Сэр Уильям Брендон — знаменосец графа Ричмонда.

Духовенство
- Архиепископ Кентерберийский[к 6]
- Архиепископ Йоркский[англ.][к 7]
- Епископ Илийский
- Сэр Кристофер[англ.] — священник в доме Стэнли.
- Джон — священник.

Другие персонажи
- Лорд Гастингс — лорд-камергер при Эдуарде IV.
- Сэр Роберт Брэкенбэри — комендант Тауэра.
- Лорд-мэр Лондона[англ.]
- Хранитель Тауэра[к 8]
- Трое горожан
- Шериф Уилтшира[англ.]
- Духи убитых Ричардом III людей, лорды, придворные, слуги, горожане, тюремщик, убийцы, гонцы, солдаты и др.

## Сюжет

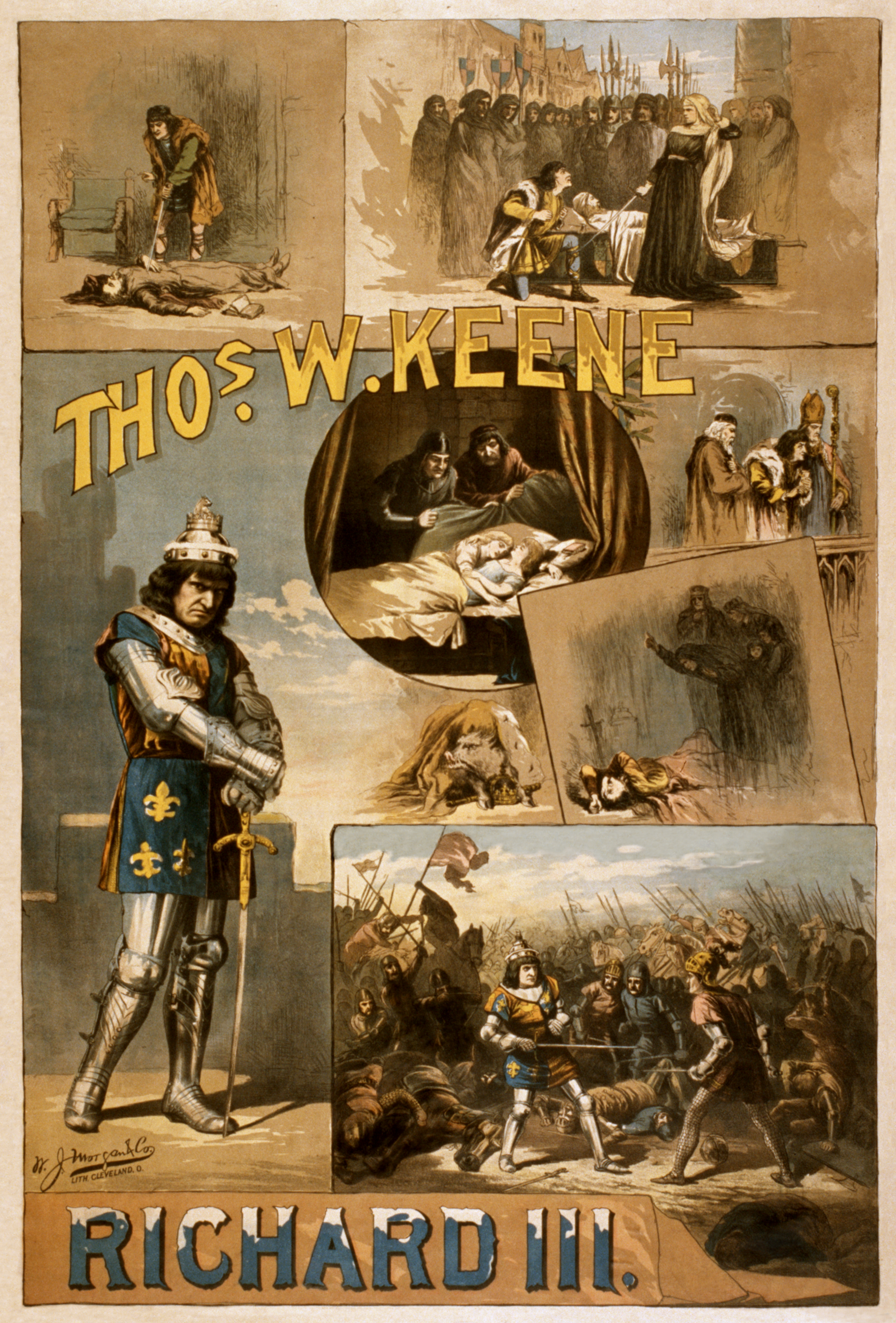
Афиша спектакля 1884 г.

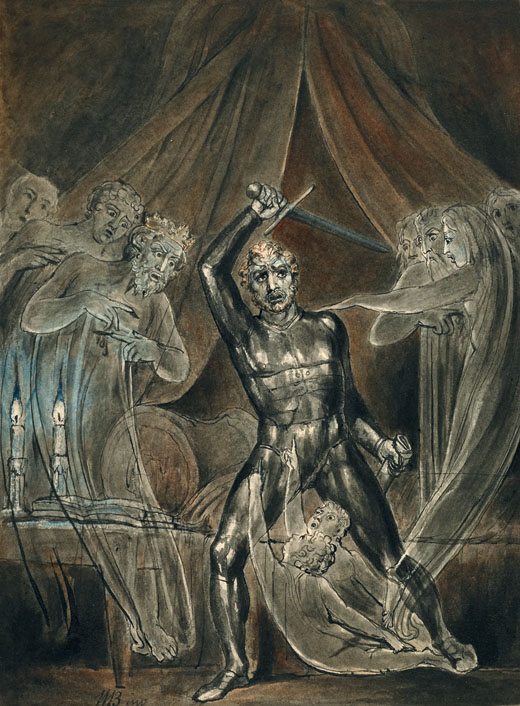
У. Блейк. Ричард III и духи.Ок. 1806.

Пьеса начинается монологом Ричарда, который описывает восхождение на трон своего брата, короля Эдуарда IV, старшего сына Ричарда, герцога Йорка.
Итак, преобразило солнце Йорка

В благое лето зиму наших смут.

И тучи, тяготевшие над нами,

Погребены в пучине океана.
(«солнце Йорка» — отсылает нас к эмблеме «блистающего солнца» выбранной Эдуардом IV)
Этот монолог показывает ревность Ричарда и его амбиции по отношению к своему брату, Эдуарду IV, который успешно правит своей страной. Ричард — уродливый горбун, описывающий себя таким образом:
Я, у кого ни роста, ни осанки,

Кому взамен мошенница природа 

Всучила хромоту и кривобокость;
Ричард планирует избавиться от Кларенса, который стоит перед ним в порядке престолонаследия и намекает о пророчестве:
Ведь буква «Г», согласно предсказанью,

Должна детей Эдуарда умертвить.
Король считает, что эта буква связана с именем Георга, герцога Кларенса (хотя зрители позже понимают, что на самом деле речь шла о Ричарде Глостере).
Далее Ричард добивается расположения Леди Анны — Анны Невилл, вдовы Эдуарда, принца Уэльского. Ричард открывается перед аудиторией:
Кто женщину вот этак обольщал?

Кто женщиной овладевал вот этак?

Она моя, — хоть скоро мне наскучит.

Ха!

Нет, каково! Пред ней явился я,

Убийца мужа и убийца свекра;
Несмотря на предубеждение против Ричарда, Анна побеждена и соглашается выйти за него замуж. Этот эпизод иллюстрирует способности Ричарда в искусстве беззастенчивой лести и уговора.
Атмосфера в суде накалена: многие благородные дворяне имеют разногласия с родственниками королевы Елизаветы, к тому же, враждебность подпитывается махинациями Ричарда. Королева Маргарет, вдова Генриха VI, возвращается вопреки своему изгнанию и предупреждает ссорящихся дворян о вероломности Ричарда. Королева Маргарет проклинает Ричарда и остальных присутствующих. В конце все, кого она проклинает, умирают или переносят множество страданий. Благородные дворяне, все из лагеря Йорков, рефлексивно объединяются против последнего Ланкастера, и предостережение не достигает их ушей.
Ричард приказывает двум убийцам прикончить его брата Кларенса, заточенного в Тауэре. Тем временем, Кларенс рассказывает своему тюремщику сон. Во сне он падает с борта корабля, подталкиваемый Глостером. Под водой Кларенс видит скелеты тысяч людей, обглоданных рыбой:
И якоря, и золотые слитки,

И камни драгоценные, и жемчуг -

Сокровища, которым нет цены, -

Морское дно покровом устилали;

И там и сям из черепных глазниц,

Взамен очей, в них прежде обитавших,

Таращились глумливо самоцветы,

Подмигивая вязкой глубине,

Над россыпью скелетов насмехаясь.
Потому Кларенсу снится, что он умирает мучимый привидениями тестя (Уорика, отца Анны) и шурина (Эдуарда, бывшего мужа Анны).
Когда Кларенс засыпает, Брекенбери, комендант Тауэра, заходит и замечает, что между обладателями высоких титулов и простыми людьми нет никакой разницы, кроме внешнего блеска, имея в виду, что у всех «рой забот внутри», неважно, «беден ты или богат». Когда прибывают убийцы, он читает предписание (с поддельной подписью короля), и уходит с тюремщиком, который ослушался просьбы Кларенса остаться с ним и оставляет двум убийцам ключи.
Кларенс просыпается и умоляет убийц, говоря, что люди не имеют права убивать по приказу, потому что все люди должны подчиняться Божьей заповеди «Не убий». Убийцы обвиняют Кларенса в лицемерии, потому что:
Изменник ты. Предательский клинок

Всадил ты в сына своего владыки.

Кого клялся растить и защищать.
Пытаясь выиграть время, он говорит, чтобы убийцы пошли к его брату Глостеру, который наградит их за его жизнь намного больше, чем Эдуард за его смерть.
Один из убийц настаивает на том, что Глостер сам послал их для совершения этого кровавого действа, но Кларенс этому не верит. Он вспоминает то время, когда Ричард, герцог Йорка, благословил своих троих сыновей своей победоносной рукой. Он надеется, что «об этом вспомнит Глостер и заплачет».
«Как плачут камни» — с сардонической улыбкой замечает один из убийц.
Затем один из убийц поясняет, что его брат Глостер ненавидит его, и послал их в Тауэр, чтобы совершить этот грязный поступок. В конце концов убийца, в котором заговорил голос совести, не участвует в преступлении, но его напарник убивает Кларенса. Первый акт заканчивается тем, что убийца ищет, где можно спрятать тело.
Эдуард IV скоро умирает, оставляя брата Ричарда регентом, который приступает к удалению оставшихся препятствий к короне. Он встречает своего племянника, молодого Эдуарда V, который направляется в Лондон для коронации, сопровождаемый родственниками вдовы Эдуарда. Ричард арестовывает и, в конечном счете, казнит молодого принца и его брата.
С помощью своего кузена Бекингема (Генри Стаффорд, 2-й Герцог Бекингема), Ричард проводит кампанию, чтобы представить себя, как предпочтительного кандидата на трон, появляясь как скромный, набожный человек без претензий на величие. Лорд Гастингс, который возражает против коронации Ричарда, арестован и казнён по сфабрикованному обвинению. Вместе, Ричард и Бекингем распространяют слух, что два сына Эдуарда являются незаконными, и поэтому не имеют никакого законного права на трон. Других лордов умасливают, чтобы те приняли Ричарда как короля, несмотря на длительное проживание его племянников Тауэре.
Его новый статус делает Ричарда достаточно уверенным для того, чтобы избавиться от племянников. Ричард просит, чтобы Бекингем организовал смерть принцев, но Бекингем колеблется. Ричард тогда использует Джеймса Тиррела для этого преступления. Тем временем, Ричард не может простить Бекингему отказа убить принцев, и не награждает того обещанными землями. Бекингем восстает против Ричарда и переходит на сторону графа Ричмонда, который в настоящее время находится в изгнании.
Под властью проклятия все более и более параноидальный Ричард теряет свою популярность. Он скоро вынужден бороться с восстаниями, ведомыми сначала Бекингемом и впоследствии графом Ричмондом (Генрих VII Английский). Бекингем захвачен и казнён. Обе стороны прибывают для заключительного сражения в область Босворт. Перед началом сражения Ричарда посещают призраки тех, в чьей смерти он виновен, он пробуждается с криком «Иисус!», чтобы Тот помог ему, но понимает, что он совершенно один в мире и что даже сам себя ненавидит. Язык Ричарда и оттенки самораскаяния, кажется, указывают, что в последний час он сожалеет обо всем плохом, что он совершил, однако, уже слишком поздно. При сражении возле Босворта лорд Стенли (отчим Ричмонда) и его последователи покидают сторону Ричарда, после чего король призывает к казни Георга Стенли, сына лорда Стенли. Но этого не происходит, поскольку сражение находится в полном разгаре и Ричард его проигрывает. Ричард скоро теряет свою лошадь на поле боя в кульминационный момент сражения и произносит часто цитируемую фразу «Коня, коня, полцарства за коня!» (в оригинале «A horse, A horse, My kingdom for a horse!», то есть царство, а не полцарства). Ричмонд убивает Ричарда в заключительном поединке. Впоследствии Ричмонд становится королём Генрихом VII и женится на Елизавете Йоркской, таким образом заканчивая войну Алой и Белой Розы.

## Исполнители роли Ричарда III
Ричард Бёрбедж, Колинн Сиббер (с 1700 по 1733 год); Джеймс Куин (с 1734 г.), Спрейнджер Барри («Ковент-Гарден», вторая пол. XVIII в.), Д. Гаррик (с 1741 по 1776 год), Дж. Ф. Кембл (с 1783 г.), Дж. Ф. Кук, У. Ч. Макриди (с 1819 г.), Э. Кин, Мартон Лендваи (Венгрия), Джон Баримор (США), Луи Баумействер («Нидерландский театр»), Михайло Исайлович (Белградский Народный театр), Фриц Кортнер (1920), Франц Миттервурцер, Николай Нейедам, Эдвин Бут (1877, оригинал Шекспира), Джон Берримор (Бродвей, 1920; вариант Сиббера), Эрнст Поссарт, Джон Прайс, (Прис), Роберт Хелпмен, Зденек Штепанек, Грабор Эгершши, Август Эльменрейх, Роберт Янсон, Ф. Р. Бенсон, Белиол Холлоуэй (Baliol Holloway), Роберт Аткинс, Луи Жак Вельтман (Нидерланды), Фр. Вистен (Германия), Киаран Хайндс, F. Murray Abraham, Simon Russell Beale, Junius Brutus Booth, John Wilkes Booth, К. Брана, Питер Динклэйдж Dinklage, И. Холм,
Anton Lesser, Иан Ричадсон, Барри Салливан, Доналд Уолфит, Фердинанд Бонн, Mark Rylance.
Российские/советские исполнители: Рафаил Адельгейм, Николай Монахов (БДТ), Г. В. Гловацкий, В. Годзиашвили, Л. Л. Леонидов (Малый театр), Вл. П. Любимов-Ланской, В. В. Чарский, К. А. Райкин, М. А. Ульянов (Театр имени Е. Б. Вахтангова), О. Ягодин («Коляда-театр»), Александр Домогаров (Театр имени Моссовета).
- Женевьева Уорд (Genevieve Ward) — королева Маргарита с 1896 по 1921 г.

## Значительные постановки
- Единственная ранняя постановка пьесы, о которой сохранилось точное свидетельство, состоялась при дворе 16 ноября 1633 г.
- 19 октября 1741 г. — Театр «Гудменз-Филдз» (Лондон). В роли Ричарда — Дэвид Гаррик.
- 1811 г. — «Друри-Лейн». Часть шекспировского текста была восстановлена.
- Эдмунд Кин (вторая роль в «Друри-Лейн». (?) Елизавета — Сара Сиддонс
- 1821 г. — «Ковент-Гарден».
- 1854 — Театр Её Высочества. Вариант Сиббера. В роли Ричарда III — Чарльз Кин.
- 1845 — Театр «Сэдлерс-Уэллс». Реж. Сэмюэл Фелпс осуществил свою постановку шекспировской пьесы (вернулся к переделке Сиббера в 1861 г.)
- 1868 — Краковский театр. В роли леди Анны — Хелена Моджеевкая.
- 1877 — Генри Ирвинг. Театр «Лицеум». Реж. оригинальным (но сильно сокращенным) шекспировским и
- 1909 — режиссёр и исп. гл. роли Фердинанд Бонн (в цирке).
- 1910(?) — Бургтеатр (Вена). Реж. Альфред Бергер.
- 1911 — Deutsches Theater. В роли Ричарда — Пауль Вегенер.
- 1922 — Хорватский Национальный театр. Реж. Б. Гавелл.
- 1944 — «Олд Вик». В роли Ричарда III — Л. Оливье, леди Анна — В. Ли.
- 1952 (1949?) — «Пикколо театр» (Милан). Реж. Дж. Стрелер.
- 1953 — Открытие Шекспировского фестиваля в Стратфорде (Канада). Реж. Тирон Гатри.
- 1953 — Театр Сити Сентр (Нью-Йорк). Реж. Маргарет Уэбстер.
- 1955 — Национальный театр (Будапешт). Реж. Кальман Надашди[англ.].
- 1960 — «Атенеум» им. С. Ярача (Варшава).
- 1963 — Стратфорд. в Цикле «Война Роз» Реж. Питер Холл; в роли Ричарда III — И. Холм, Маргарита — П. Эшкрофт.
- 1984 — Стратфорд Реж. Билл Александр; в роли Ричарда III — Энтони Шер. (Роль Маргариты была исключена).
- 1990 — Королевской Шекспировской театр. В роли Ричарда III — И. Маккеллен.
- 2010 — Олд Вик (Лондон). В роли Ричарда III — Кевин Спейси
- 2015 — Шаубюне (Берлин). Реж. Томас Остермайер. В роли Ричарда III — Ларс Айдингер.
- 2016 — Алмейда (Лондон). В роли Ричарда III — Рэйф Файнс, в роли Королевы Маргарет — Ванесса Редгрейв. Существует видео с записью этой постановки

## Постановки в России, СССР и на постсоветском пространстве
- 1839 — Малый театр. В роли Ричарда III — П. С. Мочалов.
- 1878 — «Король Ричард III» Малый театр.
- 1920 — «Король Ричард III». Малый театр. (Реж. А. А. Санин и Волконский, худ. Петров и Дьячков). В роли Ричарда III — А. И. Южин.
- 1935 — «Жизнь и смерть короля Ричарда III». Большой драматический театр им. М. Горького. Режиссёр К. К Тверской, худ. А. Г. Тышлер. В роли Ричарда — Н. Ф. Монахов.
- 1957 — Театр им. К. Марджанишвили. Реж. В. П. Кушиташвили, худ. И. Г. Сумбаташвили. В роли Ричарда — В. Годзиашвили, леди Анна — М. С. Тбилели.
- 1962 — Куйбышевский театр. Режиссёр Монастырский, худ. Белов; Ричард III — Н. Н. Засухин.
- 1965 — Фрунзенский театр им. Н. К. Крупской.
- 1976 — Театр имени Е. Б. Вахтангова. Режиссёры: Р. Н. Капланян и М. А. Ульянов. В роли Ричарда — М. А. Ульянов.
- 1996 — Ростовский театр драмы имени М. Горького. в роли Ричарда III — Н. Е. Сорокин.
- 26 февраля 2004 — Театр «Сатирикон». Реж. Ю. Бутусов, худ. А. Шишкин. В роли Ричарда — К. А. Райкин. В 2008 году поставлен телеспектакль.
- 18 февраля 2005 — Театр «Красный факел». Реж. Риккардо Соттили, худ. Олег Головко. В роли Ричарда — Владимир Лемешонок.
- 1 октября 2014 — Театр им. Г. Камала. Реж. Ильгиз Зайниев, худ. Сергей Скоморохов. В роли Ричарда — Искандер Хайруллин[4].
- 2016 — Национальный драматический театр имени Ивана Франко. Режиссёр — А. Э. Варсимашвили. В роли Ричарда — Б. М. Бенюк.
- 2017 — Русский драматический театр имени Н. А. Бестужева. Режиссёр Сергей Левицкий, в роли Ричарда — Владимир Барташевич. Спектакль вошёл в лонг-лист премии «Золотая маска»[5].
- 7 октября 2017 — Театр имени Е. Б. Вахтангова. Режиссёр Автандил Варсимашвили. Художник Мириан Швелидзе. В роли Ричарда — Максим Севриновский.
- 2018 — ГИТИС. «Ричард», реж. Андрей Маник.
- 13 сентября 2020 — Театр им. Моссовета. Режиссёр Нина Чусова. В роли Ричарда — Александр Домогаров.
- 29 октября 2022 — Березниковский драматический театр. Режиссёр — Петр Незлученко. В роли Ричарда — Дмитрий Поддубный. Спектакль вошёл в лонг-лист премии «Золотая маска»[6].

## Переводы на русский язык
- Перевод Саввы Сергеевича Сергиевского (Крылова[7], опубликован анонимно, 1771-73)
- Перевод Б. Лейтина [lib.ru/SHAKESPEARE/richard3_3.txt]
- Перевод А. Дружинина[lib.ru/SHAKESPEARE/shks_richard3_5.txt] (1862 г.)
- Перевод А. Радловой [lib.ru/SHAKESPEARE/shks_richardIII_1.txt] (1920—1930-е гг.)
- Перевод М. Лозинского (1920—1950-е гг.)
- Перевод Г. Бена (отрывки из издания 1997 г., полный текст; 1960-е гг.)
- Перевод М. Донского [lib.ru/SHAKESPEARE/shks_richardIII_2.txt] (1970-е гг.)

## Экранизации
Пьеса неоднократно экранизировалась:
| Год  | Название                            | Режиссёр                                           | Исполнитель роли Ричарда III  | Комментарий |
| ---- | ----------------------------------- | -------------------------------------------------- | ----------------------------- | --- |
| 1908 | «Ричард III»                        | Дж. Стюарт Блэктон, Уильям В. Ранус                | Уильям В. Ранус               | Производство — США. Также известен под названием «Ричард III: трагедия Шекспира». |
| 1911 | «Ричард III»                        | Фрэнк Бенсон                                       | Фрэнк Бенсон                  | 23-минутная адаптация пьесы. Производство — Великобритания. |
| 1912 | «Ричард III»                        | Андре Кальметт, Джеймс Кин                         | Фредерик Уорд                 | 55-минутная адаптация пьесы. Совместное производство США и Франции. |
| 1955 | «Ричард III»                        | Лоренс Оливье                                      | Лоренс Оливье                 | Первая значительная экранизация. В роли Ричарда — сам Лоренс Оливье, Кларенс — Джон Гилгуд, Бекингем — Ральф Ричардсон (Маргарита в этой экранизации отсутствует).                       |
| 1980 | «Ричард III»                        | Роберт Стуруа                                      | Рамаз Чхиквадзе               | Советская экранизация пьесы. |
| 1982 | «Ричард III»                        | Сергей Евлахишвили, Михаил Ульянов, Рачья Капланян | Михаил Ульянов                | Телеспектакль артистов театра имени Е. Б. Вахтангова |
| 1983 | «Ричард III»                        | Джейн Хауэлл                                       | Рон Кук                       | BBC Shakespeare Collection |
| 1984 | «Ричард III»                        | Мануэль Агуадо                                     | Эусебио Ласаро                | Испанский телефильм |
| 1985 | «Ричард III»                        | Вейкко Керттула                                    | Пааво Пентикяйнен             | Финский телефильм |
| 1986 | «Ричард III»                        | Рауль Руис                                         | Ариэль Гарсия Вальдес         | Франко-швейцарская экранизация пьесы. |
| 1994 | «Ричард III»                        | Наталья Орлова                                     | Энтони Шер                    | мультфильм из цикла Шекспир: Великие комедии и трагедии |
| 1995 | «Ричард III»                        | Ричард Лонкрейн                                    | Иэн Маккеллен                 | Сценарий Маккеллена и Лонкрейна основан на театральной постановке режиссёра Ричарда Айра 1990 года. Действие шекспировской пьесы перенесено из последней четверти XV века в 1930-е годы. |
| 1996 | «Ричард III»                        | Филипп Мора                                        | Алекс Шаклин                  | Американская экранизация первого акта пьесы. |
| 2002 | «Король Рикки»                      | Джеймс Гэвин Бедфорд                               | Джон Седа в роли рикки Ортега | Действие этого американского фильма перенесено в Лос-Анджелес |
| 2005 | «Ричард III»                        | Максимилиан Дэй                                    | Джэми Мартин                  | Производство — Великобритания. |
| 2008 | «Ричард III»                        | Скотт Андерсон                                     | Скотт Андерсон                | Производство — США. |
| 2015 | Ричард III                          | Томас Остермайер, Ганс Россахер                    | Ларс Айфдингер                | Телеспектакль: Производство — ФРГ, Франция |
| 2015 | Невероятная история Ричарда III     | Виктория Шуберт, Петер Шредер                      | Михаэль Пинк                  | Телеспектакль: Производство — Австрия, «Глобус», Вена |
| 2016 | «Пустая корона: Генрих VI, часть 2» | Доминик Кук                                        | Бенедикт Камбербэтч           | Производство компаний Neal Street Productions и NBCUniversal, Великобритания |
| 2016 | «Пустая корона: Ричард III»         | Доминик Кук                                        | Бенедикт Камбербэтч           | Производство компаний Neal Street Productions и NBCUniversal, Великобритания |
| 2016 | «Ричард III»                        | Руперт Гулд                                        | Рэйф Файнс                    | Постановка Almeida Theatre |
| 2017 | Ричард III: в царстве вечной ночи   | Мона Зайди                                         | Ларс Айфдингер                | Канадский короткометражный фильм |

Также в 1996 году был снят фильм о съёмках фильма о Ричарде III — «В поисках Ричарда». Режиссёр Аль Пачино.